# Niłufar Rajmowa
Niłufar Kacharkyzy Rajmowa (kaz. Нилуфар Қахарқызы Раймова; ur. 10 maja 2002) – kazachska zapaśniczka walcząca w stylu wolnym. Brązowa medalistka mistrzostw Azji w 2023; piąta w 2025. 
Mistrzyni świata juniorów w 2021. Trzecia na mistrzostwach Azji U-23 w 2023 roku.